# Rita Streblow
Rita Streblow ist eine deutsche Ingenieurin der Fachrichtung Versorgungstechnik. Seit Ende Dezember 2019 ist sie Professorin an der Technischen Universität Berlin sowie am Einstein Center Digital Future (EDCF) für Digitale Vernetzung von Gebäuden, Energieversorgungsanlagen und Nutzenden.

## Beruflicher Werdegang
Streblow begann ihr Studium der Gebäudetechnik im Jahre 1998 und schloss es 2003 an der TU Berlin ab. 
Im Jahre 2011 beendete sie ihre Promotion an der RWTH Aachen mit einer Arbeit in englischer Sprache zum Thema „Thermal sensation and comfort model for inhomogeneous indoor environments“.
Nach der Beendigung ihres Studiums arbeitete Streblow als wissenschaftliche Mitarbeiterin am Hermann-Rietschel-Institut der TU Berlin. Seit 2007 ist sie als Oberingenieurin am Institut Energy Efficient Buildings and Indoor Climate (E-ON Energy Research Center) der RWTH Aachen tätig. Im Jahr 2013 erhielt sie das JSPS PostDoc Stipendium des AIST Energy Technology Research Institute in Japan. Als PostDoc war sie mit den Energiekonzepten für Gebäude- und Stadtquartiere beschäftigt und vertiefte in Japan bei einem sechsmonatigen Forschungsaufenthalt ihr Wissen im Bereich der Energiesystemoptimierung.
Seit 2019 arbeitet Streblow als Professorin für Digitale Vernetzung von Gebäuden, Energieversorgungsanlagen und Nutzenden an der TU Berlin. Diese Professur teilt sich Streblow mit Joachim Seifert.
Ihr Forschungsgebiet ist die Interaktion von Gebäuden, Anlagentechnik und Nutzern mit dem Ziel, ein verbessertes Raumklima mit erhöhter Energieeffizienz zu schaffen.

## Preise
2011 erhielt Streblow ihren ersten Preis, den DKV-Nachwuchspreis für besondere wissenschaftliche Leistungen. Dieser wird vom „Deutschen Kälte- und Klimatechnischen Verein“ (DKV) für herausragende Arbeiten verliehen. Ihre zweite Auszeichnung, die Borchers-Plakette der RWTH Aachen erhielt sie als Ehrennadel im Jahre 2012, da sie ihre Doktorprüfung „mit Auszeichnung“ bestanden hatte.